# Rove des Garrigues
De Rove des Garrigues is een Franse kaas afkomstig uit de Cevennen (Occitanie). De kaas heeft in 1996 de Medaille d’Or van Parijs gekregen.
De kaas wordt gemaakt door de herders die met hun geiten door de Cevennen trekken. De smaak wordt bepaald door de veelheid aan kruiden die de geiten vinden gedurende hun trek door het bergachtige gebied. De geiten zijn van het ras “Roves”, geiten die van origine gehouden werden voor hun vlees en niet voor hun melk. Ze produceren dan ook weinig melk (maar zo’n halve liter per dag tegen de 4 liter van de Poitou-geiten).
De kaas heeft een lichte tijm-smaak, en wordt jong, na nauwelijks rijpen, gegeten.